# 林昌範
林 昌範（はやし まさのり、1983年9月19日 - ）は、千葉県船橋市出身の元プロ野球選手（投手）、野球解説者。左投左打。妻は、テレビ東京出身のフリーアナウンサー・亀井京子。

## 経歴

### プロ入り前
1971年から船橋中央自動車学校を経営する実父の下で出生すると、小学生の時にハザマシーホークスで軟式野球をスタート。船橋市立七林中学校3年時には、4番打者兼エースとしてチームを千葉県総合体育大会2位に導いたほか、関東大会にも出場した。
中学校への卒業後に、地元の船橋市立船橋高等学校へ進学。在学中には大型の左腕投手として、NPBにとどまらず、MLB球団のスカウトからも注目されていた。しかし、3年春の対外試合中に足を骨折してからはマウンドに上がれず、夏の選手権千葉大会では準決勝で後にプロでチームメイトとなる長田昌浩がいた東海大望洋高校に敗れ、3年続けて準決勝敗退を喫した。高校時代の同期に福元淳史らがいる。
2001年のNPBドラフト会議では、上記の骨折の影響で指名を回避する球団が相次ぎながらも、読売ジャイアンツが7巡目で指名。契約金4,500万円、年俸480万円（金額は推定）という条件で入団した。入団当初の背番号は96。

### 巨人時代
2002年、一軍登板はなく、二軍で12試合に登板して防御率6.38だった。
2003年、序盤に二軍のローテーション投手として9試合に先発し1完投・防御率3.22を記録、6月28日に一軍の先発左腕投手の不足を補うため、初昇格して即先発。140km/h前後の球速ながら、ゆったりとした球の出所の見にくいフォームを武器に相手打線を7回1安打無失点に抑え、そのままローテーションに定着する。7月5日の中日ドラゴンズ戦では8回表に中継ぎで登板するも、立浪和義に右前安打を放たれ、日本プロ野球史上30人目となる通算2000本安打を献上している。8月14日にはプロ入り初勝利を挙げるなど15試合登板で3勝3敗・防御率3.22の成績を残した。
2004年、背番号が30となり、先発投手として25試合に登板するが、3勝9敗・防御率4.89と前年より数字を下げる。
2005年、池谷公二郎の指導で投球フォームをスリークォーター気味に改造。先発ローテーションを内海哲也と争ったが敗れ、中継ぎに転向すると、フォーム改造の効果も相まって平均球速が140km/h台後半まで上昇。セットアッパー、シーズン中盤以降は抑えとして安定した投球を見せ、2勝2敗18セーブ、防御率1.61の成績を残す。この年のオフに原辰徳が監督に復帰するが、引き続きリリーフでの起用となる。
2006年、原の構想では久保裕也から林に繋ぎ、新加入の豊田清で締めることになっていたが、久保と豊田のピッチングが不安を見せる中、林は1年を通して安定した投球を続けた。しかし一方でシーズン終盤には慢性的な肘痛を訴えた。プロ入り最多の62試合に登板し、2勝2敗20ホールド、防御率2.88を記録したが、オフの検査で肘に遊離軟骨を抱えている事が判明し、クリーニング手術などの外科的処置を採らずに様子を見た。オフには後輩の東野峻を伴ってグアムで自主トレを行った。
2007年、原から「岩瀬仁紀のような投手に成長して欲しい」と期待をこめて背番号を13に変更された。オープン戦終盤にチームに復帰したが、開幕直後に不調の豊田をカバーするため4試合連続登板したのち数日ブルペンに入らないなど、持病を抱えながらの変則的な登板となり、7月ごろから調子を落とした。オールスターゲームにファン投票で選出されて出場したものの直後に登録抹消、8月に再昇格するが1試合に登板すると左肩甲骨に違和感を訴え、再び登録抹消された。10月のクライマックスシリーズ第2ステージにて戦線復帰。第1戦にワンポイント登板、第2戦にはイニングをまたぎ1回1/3登板。打者6人を被安打0、2奪三振、1四球に抑えている。シーズン終了後まもない同月末に肘のクリーニング手術を行った。同シーズンは持病の肘痛を抱えながらも、序盤戦で唯一の勝ちパターンで信頼できるリリーフとして、前半戦の左のセットアッパーとしてリーグ優勝に貢献。離脱した時期とチーム成績が下降した時期がほぼ一致しているが公傷と認められず、年俸微減で更改した。12月7日に当時テレビ東京のアナウンサーだった亀井京子と結婚。2008年10月には第一子となる長女が誕生。
2008年、前年末の肘手術の影響で、キャンプインから二軍で調整。5月20日に一軍復帰したものの制球が乱れ、2試合で二軍に降格した。その後、ウィルフィン・オビスポと共に二軍の守護神として起用されながら再調整を続けた。8月17日の対広島東洋カープ戦で2ヶ月ぶりに復帰し、9月10日までに7試合に登板、その全てで三振を奪い、計7.2イニングを投げ自責点2、1イニング3奪三振を含む奪三振13という数字を残し、球速の最高値は146km/hを記録した。

### 日本ハム時代

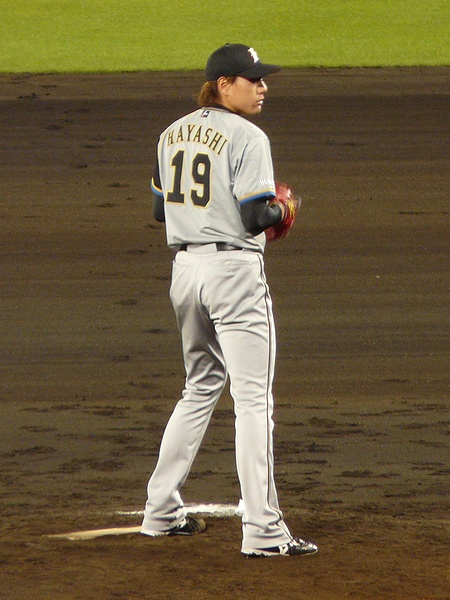
日本ハム時代（2010年）

2008年11月14日に、マイケル中村・工藤隆人との交換トレードで、二岡智宏と共に北海道日本ハムファイターズに移籍した。背番号は19。
2009年、抑え候補としても期待されたが、練習試合で打ち込まれるなど不調でファームで調整することになる。開幕は二軍で迎えたが5月に一軍昇格、5月2日に初登板。5月20日には古巣である対読売ジャイアンツ戦で移籍後初勝利を飾った。なおこの勝利は巨人時代の2007年6月11日以来709日振りで、その時の対戦相手は日本ハムであった。以降は勝ちパターンでゲーム中盤の左腕リリーフとして起用されるようになった。46試合に登板し、3勝2敗9ホールド、防御率3.33を記録した。
2010年、春季キャンプに先発に挑戦するも怪我などを理由に前年どおり中継ぎとしての登板となった。前半戦は失点する場面が目立った上故障にも苦しんだ。しかし8月に登録されて以降の自責点はわずか1だった。最終的に主にワンポイントで起用された。36試合の登板で防御率2.64の成績を残し、WHIPは1を切った。しかし、登板数、投球回数が前年度よりも10以上少なくなった。9月2日に第2子となる長男が誕生した。
2011年、一軍公式戦で5試合の登板にとどまったことから、11月17日に戦力外通告を受けた。

### DeNA時代
2011年12月11日に、自身と同じく日本ハムから戦力外通告を受けていた菊地和正と共に、横浜DeNAベイスターズの入団が発表された。背番号は24。
2012年、移籍後初登板の4月4日の中日ドラゴンズ戦で1/3イニングを2安打2四球と打ち込まれ、翌日に二軍落ちした。2012年は結局32試合に登板し0勝でシーズンを終えたが、防御率は1.91だった。
2013年、6月に一軍に昇格したが、16日の埼玉西武ライオンズ戦、25日の東京ヤクルトスワローズ戦と連続で失点して二軍落ちした。その後8月に再昇格を果たすも、前年度を下回る14試合の登板に留まった。
2014年、6月21日の西武戦で延長10回2死から登板し、その裏に味方が逆転サヨナラ勝ちしたためシーズン初勝利とともに一軍公式戦での全球団勝利を達成した。その後も左のセットアッパーとして活躍を見せ、56試合に登板、15ホールドの成績を残した。11月3日にFA権を行使せず残留する意向を表明した。
2015年、開幕一軍入りを果たしブルペンの柱としての活躍を期待されたが、不安定な投球が続いていた。7月21日のヤクルト戦で1回もたず7失点と炎上し二軍降格となりそのままシーズンを終えた。8月下旬に左肘の手術を行った。
2016年、足の負傷で春季キャンプから出遅れた。夏場から復帰し二軍では15試合の救援登板で1失点だったが、一軍昇格はなかった。
2017年、前年に続いて一軍昇格を果たせないまま、10月5日に球団から自身2度目の戦力外通告を受けた。林自身はNPB他球団での現役続行を希望していたことから、通告後の11月15日には12球団合同トライアウトに参加。しかし、獲得のオファーを受けるまでは至らず、12月29日に現役引退を発表した。

### 現役引退後
家業の船橋中央自動車学校で営業部長を務めながら（2024年4月時点では専務）、2018年からDAZNとAbemaTV専属の野球解説者としても活動。同年2月5日から7月4日までは、週刊ベースボールONLINEで「林昌範コラム」という連載記事を執筆していた。
その一方で、2018年2月6日付で、日本学生野球協会から学生野球資格の回復を認定。この認定によって、同協会に加盟する高校・大学の硬式野球部での指導が可能になった。2019年から2021年まで、全国高等学校野球選手権千葉大会期間中、地元局の千葉テレビ放送で『高校野球ダイジェスト』のキャスターを務めていた。
2021年からは古巣巨人戦の中継（主に二軍）として日テレジータスの野球解説者としても随時出演する。
2022年12月12日、SUNホールディングスとアドバイザー契約を結んだことが発表された。
長女が2025年3月、宝塚音楽学校に2度目の受験で合格したことが報道された。

## 選手としての特徴・人物
長身から投げ下ろす直球と決め球のフォークが武器。変化球は2種類のフォーク（カウントを取る球、空振りを取る球）、3種類のスライダー（カウントを取る球、ファウルを打たせる球、決め球）、カーブを投げ分ける。プロ入り後は主に中継ぎ投手として活躍した。
趣味の一つにジグソーパズルがあり、500ピースを1日で完成させるほどである。
2014年オフの契約更改の際、契約とは別に本拠地横浜スタジアムのブルペンの虫の駆除を要求して話題となった。
ジャイアンツに同期入団した真田裕貴とは、選手寮で隣同士の部屋だったこともあり非常に仲が良く、寮を出てからも互いの家を行き来する仲だった。車を購入する際も、阿部慎之助が当時ゲレンデヴァーゲン（メルセデス・ベンツ・Gクラス）に乗っていたのに憧れ、真田とほぼ同時期に同車を購入したほど。

## 詳細情報

### 年度別投手成績
| 年 度     | 球 団     | 登 板 | 先 発 | 完 投 | 完 封 | 無 四 球 | 勝 利 | 敗 戦 | セ 丨 ブ | ホ 丨 ル ド | 勝 率 | 打 者 | 投 球 回 | 被 安 打 | 被 本 塁 打 | 与 四 球 | 敬 遠 | 与 死 球 | 奪 三 振 | 暴 投 | ボ 丨 ク | 失 点 | 自 責 点 | 防 御 率 | W H I P |
| --------- | --------- | ----- | ----- | ----- | ----- | -------- | ----- | ----- | -------- | ----------- | ----- | ----- | -------- | -------- | ----------- | -------- | ----- | -------- | -------- | ----- | -------- | ----- | -------- | -------- | ------- |
| 2003      | 巨人      | 15    | 11    | 0     | 0     | 0        | 3     | 3     | 0        | --          | .500  | 316   | 72.2     | 73       | 10          | 25       | 1     | 5        | 87       | 1     | 0        | 28    | 26       | 3.22     | 1.35    |
| 2004      | 巨人      | 25    | 17    | 0     | 0     | 0        | 3     | 9     | 0        | --          | .250  | 483   | 106.2    | 117      | 14          | 49       | 3     | 6        | 91       | 5     | 0        | 65    | 58       | 4.89     | 1.56    |
| 2005      | 巨人      | 54    | 0     | 0     | 0     | 0        | 2     | 2     | 18       | 15          | .500  | 280   | 67.0     | 45       | 6           | 35       | 5     | 2        | 67       | 6     | 1        | 13    | 12       | 1.61     | 1.19    |
| 2006      | 巨人      | 62    | 0     | 0     | 0     | 0        | 4     | 4     | 0        | 20          | .500  | 227   | 56.1     | 45       | 4           | 16       | 2     | 2        | 54       | 3     | 0        | 22    | 18       | 2.88     | 1.08    |
| 2007      | 巨人      | 41    | 0     | 0     | 0     | 0        | 2     | 1     | 3        | 13          | .667  | 157   | 38.1     | 34       | 6           | 9        | 3     | 0        | 42       | 1     | 0        | 14    | 14       | 3.29     | 1.12    |
| 2008      | 巨人      | 11    | 0     | 0     | 0     | 0        | 0     | 0     | 0        | 1           | ----  | 62    | 10.2     | 15       | 3           | 12       | 0     | 1        | 14       | 2     | 0        | 12    | 8        | 6.75     | 2.53    |
| 2009      | 日本ハム  | 46    | 0     | 0     | 0     | 0        | 3     | 2     | 0        | 9           | .600  | 197   | 46.0     | 35       | 3           | 25       | 3     | 3        | 42       | 4     | 0        | 17    | 17       | 3.33     | 1.30    |
| 2010      | 日本ハム  | 36    | 0     | 0     | 0     | 0        | 2     | 2     | 0        | 14          | .500  | 123   | 30.2     | 20       | 3           | 9        | 1     | 0        | 25       | 0     | 0        | 12    | 9        | 2.64     | 0.95    |
| 2011      | 日本ハム  | 5     | 0     | 0     | 0     | 0        | 0     | 0     | 0        | 2           | ----  | 22    | 4.0      | 10       | 0           | 3        | 0     | 0        | 2        | 0     | 0        | 6     | 6        | 13.50    | 3.25    |
| 2012      | DeNA      | 32    | 0     | 0     | 0     | 0        | 0     | 0     | 0        | 4           | ----  | 132   | 33.0     | 26       | 2           | 12       | 1     | 0        | 26       | 4     | 1        | 7     | 7        | 1.91     | 1.15    |
| 2013      | DeNA      | 14    | 0     | 0     | 0     | 0        | 0     | 0     | 0        | 2           | ----  | 48    | 12.0     | 9        | 1           | 4        | 1     | 2        | 8        | 1     | 0        | 4     | 4        | 3.00     | 1.25    |
| 2014      | DeNA      | 56    | 0     | 0     | 0     | 0        | 2     | 2     | 1        | 15          | .500  | 175   | 40.0     | 45       | 4           | 14       | 2     | 0        | 34       | 1     | 0        | 17    | 14       | 3.15     | 1.48    |
| 2015      | DeNA      | 24    | 0     | 0     | 0     | 0        | 1     | 1     | 0        | 4           | .500  | 89    | 18.2     | 26       | 1           | 6        | 1     | 0        | 10       | 2     | 0        | 15    | 15       | 7.23     | 1.71    |
| NPB：13年 | NPB：13年 | 421   | 28    | 0     | 0     | 0        | 22    | 26    | 22       | 99          | .458  | 2311  | 536.0    | 500      | 57          | 219      | 23    | 21       | 502      | 30    | 2        | 232   | 208      | 3.49     | 1.34    |

### 記録
投手記録
- 初登板・初先発登板：2003年6月28日、対中日ドラゴンズ13回戦（ナゴヤドーム）、7回無失点
- 初奪三振：同上、1回裏に福留孝介から空振り三振
- 初勝利・初先発勝利：2003年8月14日、対中日ドラゴンズ23回戦（ナゴヤドーム）、8回0/3を1失点
- 初ホールド：2005年4月5日、対横浜ベイスターズ1回戦（横浜スタジアム）、9回裏に3番手で救援登板、2回無失点
- 初セーブ：2005年4月9日、対中日ドラゴンズ2回戦（東京ドーム）、9回表2死に5番手で救援登板・完了、1/3回無失点

打撃記録
- 初安打・初打点：2003年7月10日、対ヤクルトスワローズ16回戦（明治神宮野球場）、2回表に高井雄平から左中間2点適時二塁打

その他の記録
- 全球団勝利：2014年6月21日、対埼玉西武ライオンズ3回戦（横浜スタジアム）、7番手で登板、1/3回を無失点で達成 ※通算20勝目での達成はNPB史上最少勝利数[20]
- オールスターゲーム出場 1回 （2007年）

### 背番号
- 96 （2002年 - 2003年）
- 30 （2004年 - 2006年）
- 13 （2007年 - 2008年）
- 19 （2009年 - 2011年）
- 24 （2012年 - 2017年）

### 登場曲
- 「ウェカピポ」SOUL'd OUT（2003年）
- 「Mickey」B Witched（2004年）
- 「ココロオドル」nobodyknows+（2005年）
- 「My Humps」The Black Eyed Peas（2006年）
- 「Around The World」MONKEY MAJIK（2006年）
- 「チャンピオーネ」ORANGE RANGE（2006年）
- 「ALL DAY ALL NIGHT feat. Tina」XBS（2007年）
- 「Hells Bells」AC/DC（2008年）
- 「Know Your Enemy」Green Day（2009年 - 2013年）

- 「RPG」SEKAI NO OWARI （2014年）
- 「Dragon Night」SEKAI NO OWARI （2015年）
- 「ワタリドリ」［Alexandros］ （2016年）

## 関連情報

### 関連書籍
- 『道を拓く：元プロ野球選手の転職』（長谷川晶一著、扶桑社、2024年10月、ISBN 9784594099077）